# Motorhellington
Motorhellington è il terzo album del gruppo italiano Zu, nel quale compaiono Roy Paci alla tromba e ai cori ed Eugene Chadbourne alla chitarra e alla voce.

## Tracce
1. Iron Man – 8:45
2. The Robots – 5:29
3. Chain of Fools – 7:07
4. Boogie Stop Shuffle – 8:18
5. Corcovado – 7:16
6. Pushin' Too Hard – 5:22
7. Sex Machine – 6:37
8. Sacrifice – 3:06

## Formazione
- Luca Mai - sax baritono;
- Massimo Pupillo - basso;
- Jacopo Battaglia - batteria.